# Złocieniec
Złocieniec este un oraș în Polonia.